# Охиньки
Охиньки (укр. Охіньки) — село в Прилукском районе Черниговской области Украины. Население — 699 человек. Занимает площадь 3,039 км².
Код КОАТУУ: 7424186201. Почтовый индекс: 17550. Телефонный код: +380 4637.

## Власть
Орган местного самоуправления — Охиньковский сельский совет. Почтовый адрес: 17550, Черниговская обл., Прилукский р-н, с. Охиньки, ул. Шевченко, 13.

## История
В ХІХ столетии село Охиньки было в составе Иванковской волости Прилукского уезда Полтавской губернии (1885). В селе была Введенская церковь.